# St. Johannes der Täufer (Uffenheim)

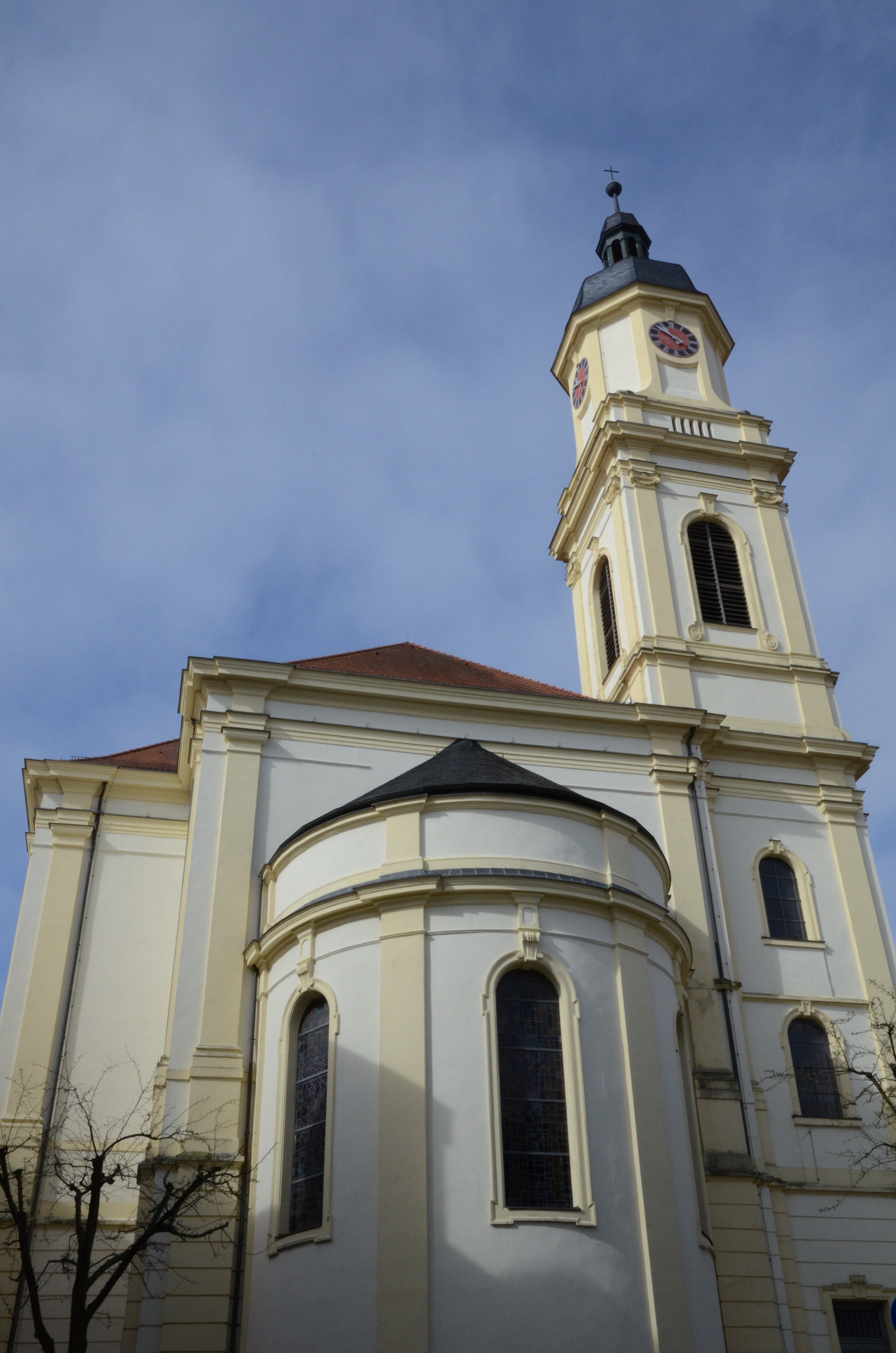
St. Johannes der Täufer (Uffenheim)

Die denkmalgeschützte, evangelisch-lutherische Pfarrkirche St. Johannes der Täufer steht in Uffenheim, einer Stadt im Landkreis Neustadt an der Aisch-Bad Windsheim (Mittelfranken, Bayern). Die Kirche ist unter der Denkmalnummer D-5-75-168-148 als Baudenkmal in der Bayerischen Denkmalliste eingetragen. Die Pfarrei gehört zum Dekanat Uffenheim im Kirchenkreis Ansbach-Würzburg der Evangelisch-Lutherischen Kirche in Bayern.

## Beschreibung
Die ehemalige Taufkirche der Urpfarrei Gollhofen wurde 1291 als Pfarrstelle einer romantischen Kirche erstmals erwähnt. Im Jahr 1731 erfolgte ein Nachfolgebau durch den Hofbaumeister Karl Friedrich von Zocha. Dieser Bau brannte allerdings 1890 ab, sodass 1894 ein Neubau entstand.
Die neobarocke mit Pilastern gegliederte Saalkirche, die durch die Risalite an den Fassaden im Norden und Süden als Kreuzkirche aufgefasst werden kann, wurde 1894/97 nach einem Entwurf von Hermann Steindorffin gebaut. Nach ihrer Zerstörung im Zweiten Weltkrieg am 10. April 1945 wurde sie 1953 von den Architekten Siemens und Otto Wicht unter Verwendung der alten Außenmauern wieder aufgebaut. Im Osten des mit einem Kreuzdach bedeckten Langhauses befindet sich der eingezogene, halbrund geschlossene Chor. Der fünfgeschossige, mit einer schiefergedeckten Welschen Haube bedeckte Kirchturm steht in der Nordostecke. Sein oberstes, achteckiges Geschoss beherbergt die Turmuhr, das darunter liegende den Glockenstuhl.
Die Orgel auf der oberen Empore im Westen des Langhauses hat 36 Register, drei Manuale und Pedal und wurde 1953 von G. F. Steinmeyer & Co. gebaut. Außerdem steht vor dem Chorbogen eine von einem unbekannten Orgelbauer gebaute Chororgel mit fünf Registern.
Im Jahr 1988 wurde der Innenraum neugestaltet und schlichter ausgerichtet. Die Glasfenster der Apsis entstanden durch Stiftungen, sowie der Altar, Taufstein und das Chorkreuz.